# HD 101930 b
HD 101930 b (بالإنجليزية: HD 101930 b)‏ الذي يرمز له بالرمز HD 101930b، هو كوكب خارج المجموعة الشمسية، في كوكبة قنطورس، يتبع HD 101930 ‏.

## الاكتشاف
اكتشف في 14 فبراير 2005.